# Etilla
Etilla (in greco antico: Αἴθιλλα?, Áithilla) è un personaggio della mitologia greca. Fu una principessa di Troia.

## Genealogia
Figlia di Laomedonte.
Non ci sono notizie di sposi o progenie.

## Mitologia
Etilla, sorella di Priamo sopravvisse alla guerra di Troia e fu fatta prigioniera dagli uomini di Protesilao insieme a due delle sue sorelle (Medesicasta ed Astioche). 

Il lungo viaggio fu percorso via mare e la ragazza cercò di coinvolgere tutte le schiave della nave per bruciarla e riuscendo nel loro intento, costrinsero i greci attraccare alla terra più vicina ed una volta stabilitisi fondarono una città chiamata Scione.
Apollodoro posiziona l'evento in Italia e vicino al fiume Nauaethus e scrive che le schiave (chiamate Nauprestides) ed i greci si stabilirono lì.
Secondo Strabone, il fiume siciliano Neaethus (una variante per "Nauaethus") fu chiamato così perché quando i greci che si erano allontanati dalla flotta sbarcarono li vicino e si diressero nell'entroterra per esplorare il paese, le donne troiane che erano con loro, osservarono la fertilità della terra e decisero di incendiare le navi per ottenere che gli uomini restassero lì.